# Parotis pyritalis
Parotis pyritalis is een vlinder uit de familie van de grasmotten (Crambidae), uit de onderfamilie van de Spilomelinae. De wetenschappelijke naam van deze soort is voor het eerst voorgesteld als Glyphodes pyritalis door George Francis Hampson in een publicatie uit 1912. De spanwijdte bedraagt 30 millimeter.
De soort komt voor in Congo-Kinshasa, Kenia en Mozambique.